# Tjuzjaja zjena i muzj pod krovatju
Tjuzjaja zjena i muzj pod krovatju (russisk:  Чужая жена и муж под кроватью) er en sovjetisk spillefilm fra 1984 af Vitalij Melnikov.

## Medvirkende
- Oleg Tabakov - Ivan Andrejevitj
- Oleg Jefremov - Aleksandr Demjanovitj
- Marina Nejolova - Lisa
- Nikolaj Burljajev - Tvorogov
- Stanislav Sadalskij